# アントニア・シュタウツ
アントニア・シュタウツ（Antonia Stautz、1993年12月15日 - ）は、ドイツの女子バレーボール選手、ビーチバレーボール選手。ポジションはアウトサイドヒッター。ドイツ代表。

## 来歴

### クラブチーム
Gifhorn出身。2011年、ブンデスリーガ2部のSchwarz-Weiss Erfurtに入団。6年間在籍し、2016/17シーズンにはクラブ初の1部リーグ昇格を果たした。2017年、SCポツダムへ移籍し、2018/19シーズンにはブンデスリーガ3位となった。2019/20シーズンからはチームで主将を務めた。2021年5月、再びSchwarz-Weiss Erfurtへ復帰することが発表され、2年間プレーした。2023年6月、再びSCポツダムでプレーすることが発表され、2023/24シーズンのブンデスリーガで3位、欧州チャンピオンズリーグに出場した。2024年6月、アリアンツ MTV シュトゥットガルトとの契約が発表された。

### 代表チーム
2023年、シニア代表に初選出され、同年のネーションズリーグ、欧州選手権、パリ五輪予選に出場した。

### ビーチバレー
2008～2011年にかけてCarina Aulenbrock、リザ・グリュンディングらとともに様々なユーストーナメントに出場した。2016年からConstanze Bieneckとペアを結成し、ドイツビーチツアーに参戦し、ドイツビーチバレー選手権などに出場し2019年のシーズンではドイツランキング16位で終えた。

## 球歴
- 欧州選手権 - 2023年
- オリンピック予選 - 2023年
- ネーションズリーグ - 2023年、2024年

## 所属クラブ
- Schwarz-Weiss Erfurt（2011-2017年）
- SCポツダム（2017-2021年）
- Schwarz-Weiss Erfurt（2021-2023年）
- SCポツダム（2023-2024年）
- アリアンツ MTV シュトゥットガルト（2024年-）